# Доходный дом И. М. Трофименко
Доходный дом И. М. Трофименко — особняк начала XX века в Октябрьском районе Ростова-на-Дону, выполненный в стиле эклектика. Расположен по адресу Красноармейская улица, 158/73. Является объектом культурного наследия регионального значения. Первоначально в здании размещался доходный дом, затем бумажная фабрика с типографией. Ныне дом И. М. Трофименко занимает Лицей № 33 имени Ростовского полка народного ополчения.

## История
В начале XX века двухэтажное в то время домовладение принадлежало представителю товарищества «Жорж Блок» отставному поручику Самуилу Кипману. Товарищество занималось в Ростове-на-Дону продажей велосипедов, вязальных и швейных машин, весов, арифмометров, кассовых аппаратов, шкатулок и т. п. В 1909 году из-за финансовых трудностей компания ушла с рынка, и дом перешёл во владение скульптора, художника и графика Ивана Михайловича Трофименко. Он был владельцем типолитографии, располагавшейся в доме на улице Дмитриевской (ныне — Шаумяна). Приобретя новое здание, Трофименко перенёс на его первый этаж типолитографию, а на втором разместил бумажную фабрику товарищества «Колорит». На предприятии трудилось порядка 30 человек.
В марте 1913 года в здании произошёл сильный пожар. Пламя уничтожило весь второй этаж и кровлю. Все товары бумажной фабрики пришли в негодность. Пресса, машины, типографские шрифты, печатные изделия и прочее оборудование сгорело. Каменные стены устояли. Всё утраченное имущество было застраховано в страховых обществах «Россия» и «Саламандра», что позволило Трофименко довольно быстро не только заново возвести здание, но и надстроить третий этаж. После реконструкции доходы домовладельца возросли с 910 до 2580 рублей в год.
Тем временем бурно развивающаяся промышленность Ростова-на-Дону требовала специалистов, хорошо знающих естественные и прикладные науки: математику, физику, химию. В городской думе обсуждался вопрос об открытии второго реального училища. В феврале 1914 года думцы рассмотрели ходатайства 13 домовладельцев, предлагавших разместить это училище в своих зданиях. Большинство гласных думы предпочло новый дом Трофименко, согласившись платить из городского бюджета 7000 рублей в год за аренду. Часть депутатов подвергла критике выбранное для учебного заведения место за удалённость от центра города, близость к гвоздильному заводу и ночлежкам, где проживали асоциальные элементы и рабочие.
Член городской управы Козлов отметил, что просветительная комиссия гордумы, тщательно осмотрев здание, нашла эти аргументы неубедительными. Возражая по поводу окраинного положения здания, Козлов указал на обилие учебных заведений на соседней, Сенной улице, и на то, что «вблизи проходит трамвай». Сообщил он и о петиции, подписанной более чем 50 жителями Скобелевской (ныне — Красноармейской) и ряда соседних улиц. В этой петиции они протестовали против заявления Лиждвоя, «что их район опасен для проходящих здесь учеников в смысле нападения на них хулиганов; рабочие люди не хулиганы, и всяких хулиганов больше на Старом и Новом базарах и повсюду. Эти жители также заявляют, что вблизи их района нет ночлежек, а завод Максимова на Скобелевской улице издаёт, во всяком случае, меньше шума, чем шум пролёток, трамваев, визг автомобилей, беспрерывно снующих по Большой Садовой и прочим улицам центра».
Условия контракта обязали Трофименкова за прежнюю плату расширить помещение или пристройкой, идущей во двор во втором этаже размером 11×30 аршин или отводом помещений, ныне занимаемых магазинами; кроме того, Трофименков должен был удалить из своего дома мясную лавку и не отдавать помещений под торговлю аптекарскими или иными пахучими товарами, как равно и легковоспламеняющимися и представляющими большую опасность в пожарном отношении, и должен предоставить в распоряжение училища свободный двор 10×10 саженей, для чего надлежало снести находящуюся на нём постройку, и залить территорию асфальтом".

### Школа

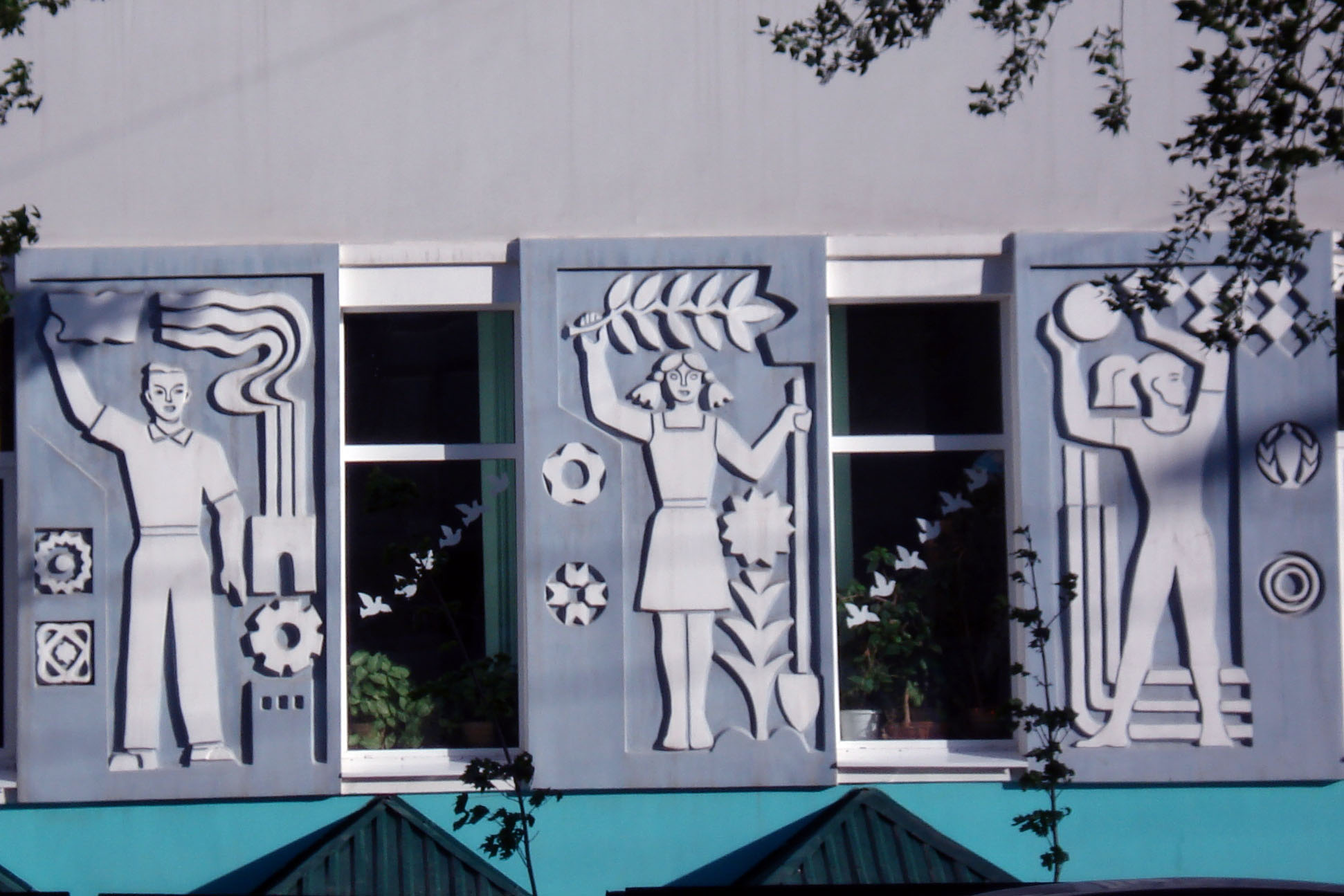
Барельефы на пристройке к основному зданию

На месте промышленного объекта появилось здание, служащее образовательным нуждам. В училище на полном пансионе жили 140 мальчиков. Второе реальное училище просуществовало недолго. В 1928 году в помещении школы была открыта женская гимназия Котляровой и Сенник. В ней занимались 190 девочек. Её сменила трудовая школа № 4 первой и второй ступеней, которая размещалась в здании в 1920-х годах.
Во время Великой Отечественной войны в школе учащиеся выращивали зеленый лук для раненых. Ребята собирали подарки для фронта (теплые носки, варежки, кисеты с табаком, бумагу для писем, карандаши). Ученики собирали бутылки, которые потом наполняли зажигательной смесью; собирали пузырьки для лекарств; сдавали простыни, выварки для госпиталей. В школе одно время находился госпиталь для раненых. В период нацистской оккупации школу перенесли в грязное полуразрушенное здание без стёкол и водоснабжения, где проходили уроки по русскому, немецкому языкам, арифметике и пению. Основное здание также пострадало, было уничтожено остекление и разрушена кровля. Тем не менее, в 1943 году после освобождения Ростова-на-Дону занятия в школе возобновились.
После войны здесь была средняя школа № 33, а в настоящее время это учебное заведение носит название «Физико-математический лицей № 33 имени Ростовского полка народного ополчения». В 1970-х годах к историческому зданию школы была добавлена пристройка.